# Салантайский район
Салантайский район (лит. Salantų rajonas) — административно-территориальная единица в составе Литовской ССР, существовавшая в 1950—1959 годах. Центр — город Салантай.
Салантайский район был образован в составе Клайпедской области Литовской ССР 20 июня 1950 года. В его состав вошли 17 сельсоветов Кретингского уезда и 7 сельсоветов Плунгеского уезда.
28 мая 1953 года в связи с ликвидацией Клайпедской области Салантайский район перешёл в прямое подчинение Литовской ССР.
7 декабря 1959 года Салантайский район был упразднён, при этом 6 сельсоветов были переданы в Кретингский район, 3 — в Плунгеский, 2 — в Скуодасский.